# Cape Canaveral Space Force Station

Karte der Startrampen der Cape Canaveral Space Force Station

Die Cape Canaveral Space Force Station (CCSFS) ist eine Einrichtung der US Air Force am Cape Canaveral in Florida, die hauptsächlich als Weltraumbahnhof genutzt und von der US Space Force betrieben wird. Cape Canaveral liegt im Süden der USA und kann den startenden Raketen die Geschwindigkeit der Erdrotation mitgeben. Während des Zweiten Weltkriegs wurde dieses Gebiet von der Air Force als Flugplatz benutzt. In den 1950er Jahren fanden hier schon die ersten Raketenstarts statt. Die ersten bemannten Raumflüge der USA (Mercury-, Gemini- und Apollo 7) starteten ebenfalls hier. Seit dem Flug von Apollo 8 im Dezember 1968 starten jedoch alle bemannten Raketen der USA (Apollo-Programm und Space Shuttle) im direkt nordwestlich davon gelegenen Weltraumbahnhof der NASA, dem Kennedy Space Center (KSC). Starts werden in einem Azimutbereich zwischen 35° und 120° durchgeführt, daraus ergeben sich Bahnneigungen zwischen 28 Grad (bei einem Start nach Osten) bis 57 Grad (bei einem Start nach Nordosten). Unter bestimmten Umständen sind auch Starts nach Süden möglich, um polare Umlaufbahnen zu erreichen.

## Geschichte

### Namen
Im September 1948 wurde das Gelände um Cape Canaveral als Banana River Naval Air Station in Betrieb genommen. Am 11. Mai 1949 wurde es ausgewählt, um die Startkapazitäten von White Sands (WSMR) in New Mexico zu erweitern.
Zu Ehren von US-Präsident John F. Kennedy wurde die Cape Canaveral Air Force Station 1964 in Cape Kennedy Air Force Station umbenannt. 1973 erhielt die Basis wieder ihre alte Bezeichnung. Der Name wurde aber 1992 erneut geändert: die CCAFS hieß für acht Jahre Cape Canaveral Air Station (CCAS). Im März 2000 änderte die US-Luftwaffe den Namen wieder zurück, um den militärischen Status zu verdeutlichen. Ein Jahr nach Gründung der United States Space Force erfolgte im Dezember 2020 eine weitere Umbenennung in Cape Canaveral Space Force Station.

### Betrieb

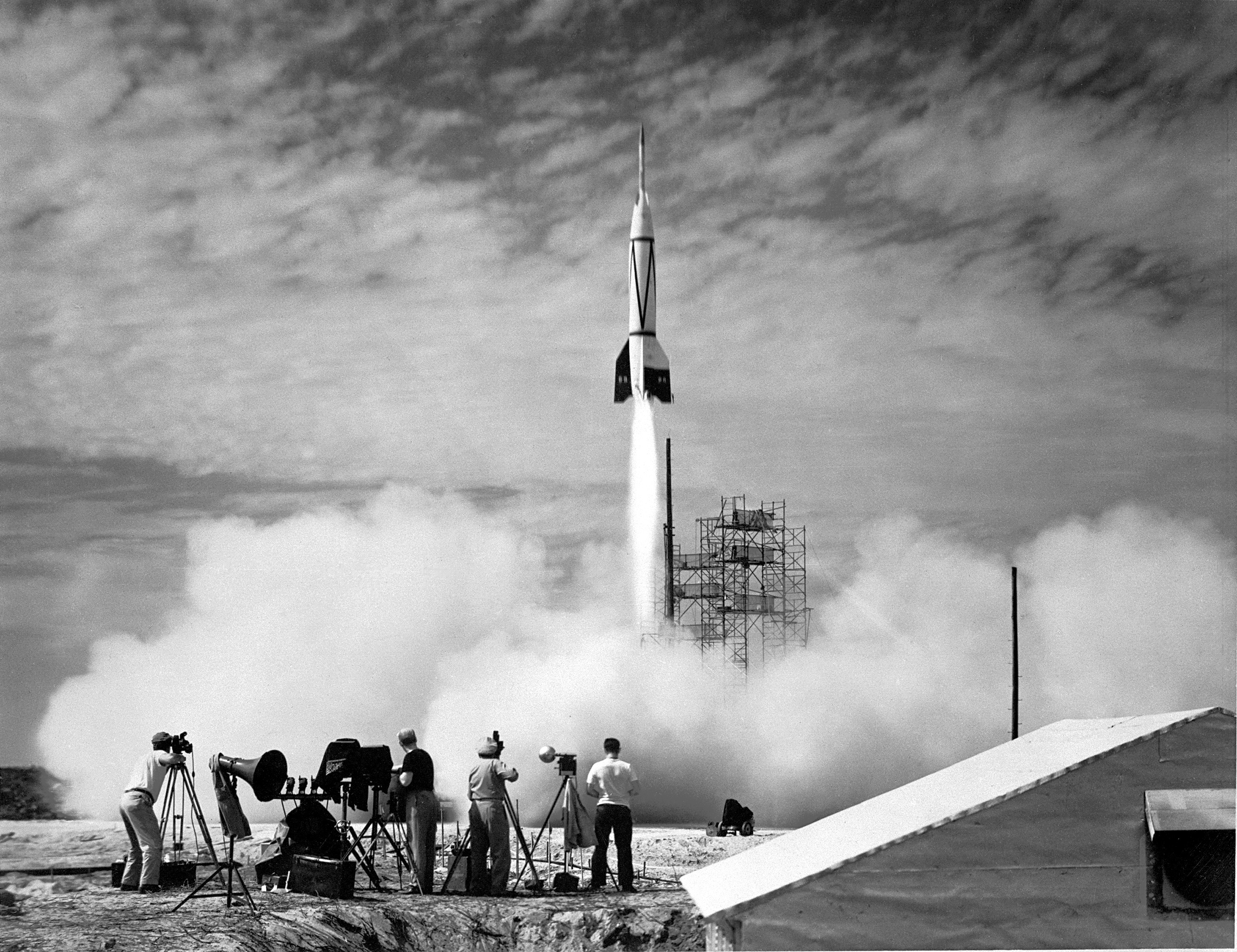
Am 24. Juli 1950 erfolgte der erste Raketenstart. Gestartet wurde eine Bumper, eine A4 mit einer aufgesetzten WAC Corporal.

Der erste Start von Cape Canaveral fand am 24. Juli 1950 statt. Die Bumper 8 hob um 14:28 UTC vom Startkomplex LC-3 der CCAFS ab. Die Bumper-Raketen waren in Deutschland erbeutete A4-Raketen, die um eine amerikanische Oberstufe erweitert wurden. Dieser erste Testflug vom 24. Juli sollte der Erprobung eines Hyperschallfluges in der oberen Atmosphäre zu militärischen Zwecken dienen.
In der Zeit ab 1956 wurden mehrere Starts mit militärischen Jupiter-, Vanguard-, Thor- und Atlas-Raketen durchgeführt.
Mit einer Jupiter-Rakete wurde am 31. Januar 1958 der erste US-amerikanische Satellit Explorer 1 in den Weltraum befördert. Auf den Redstone- und Atlas-Raketen aufbauend wurde mit Mercury das erste bemannte Programm unter der Leitung der 1958 gegründeten NASA entwickelt. Die erste bemannte Rakete (Mercury-Redstone 3) wurde am 5. Mai 1961 mit der Mission Freedom 7 zu einem ballistischen Flug gestartet. Auf der Titan 2 basierend wurde das bemannte Programm mit Gemini fortgesetzt.
Mit LC-34 und LC-37 entstanden auf dem nördlichen Gelände die ersten reinen NASA-Startrampen für die Saturn/Apollo-Missionen. Kurz danach wurde dann auch der Startkomplex LC-39 auf dem angrenzenden KSC mit drei Startplätzen, von denen jedoch nur zwei gebaut wurden, für die Saturn V geplant. Bei einem Test der Apollo 1 am 27. Januar 1967 kam es zu einer Katastrophe auf der Startrampe LC-34, bei der die Besatzung (Virgil Grissom, Edward White und Roger Chaffee) ums Leben kam.
Vom LC-34 starteten Walter Schirra, Donn Eisele und Walter Cunningham am 11. Oktober 1968 zur ersten bemannten Apollo-Mission (Apollo 7).
Am 16. April 1984 wurde die Air Force Station als Historic District in das National Register of Historic Places aufgenommen und erhielt den Status einer National Historic Landmark zuerkannt.

## Startrampen

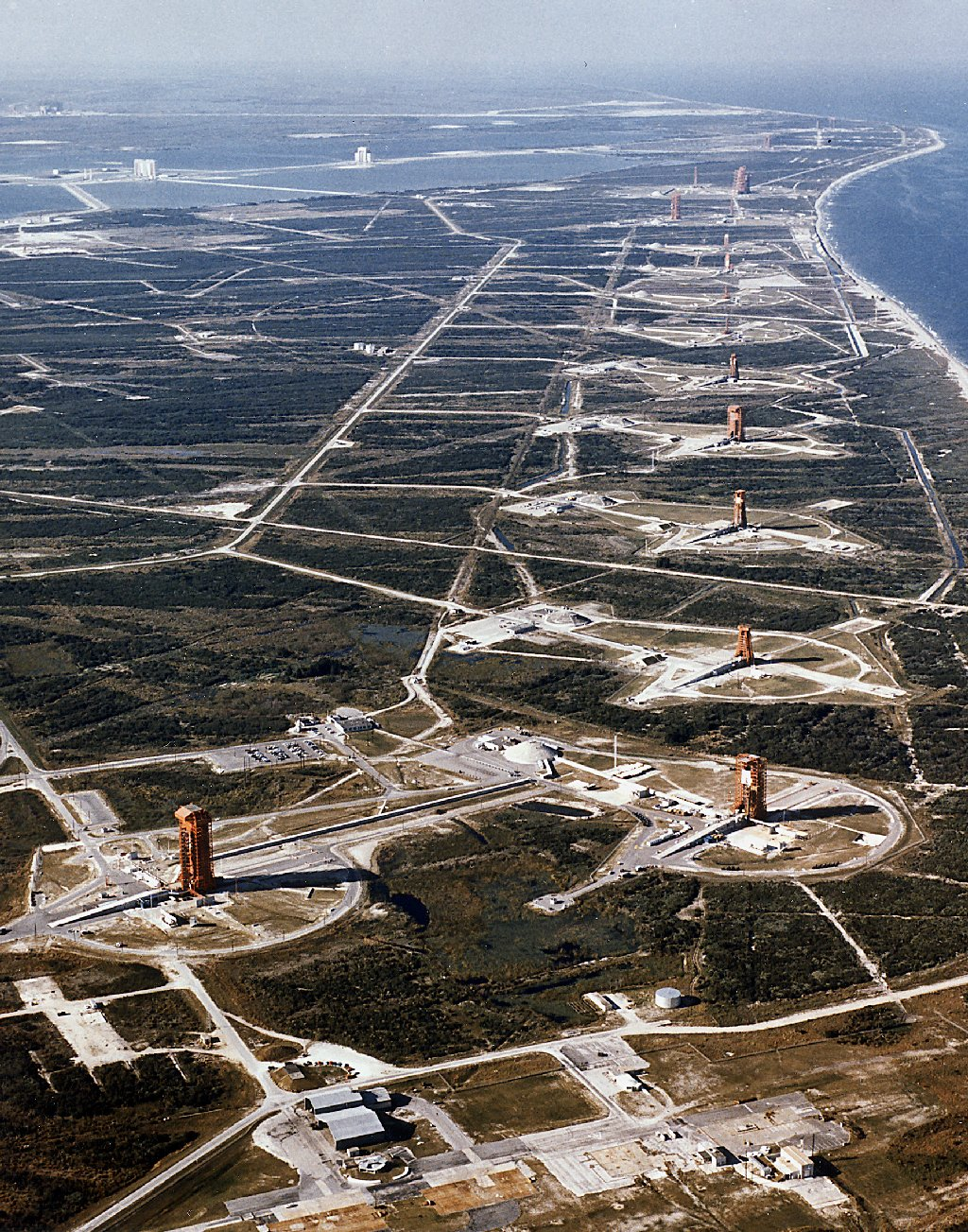
CCSFS – Startplätze (1964)

Aktive Raketen sind fett dargestellt.
| Startrampe                       | Startplätze | Raketentyp(en)                               | Status    | Anmerkungen                                                                           |
| -------------------------------- | ----------- | -------------------------------------------- | --------- | ------------------------------------------------------------------------------------- |
| Launch Complex 1 (LC-1)          | 1           | Snark                                        | inaktiv   |                                                                                       |
| Launch Complex 2 (LC-2)          | 1           | Snark                                        | inaktiv   |                                                                                       |
| Launch Complex 3 (LC-3)          | 1           | Bumper, Bomarc, Polaris, Lockheed X-17       | inaktiv   |                                                                                       |
| Launch Complex 4 (LC-4)          | 1           | Bomarc, Redstone, Matador                    | inaktiv   |                                                                                       |
| Launch Complex 5 (LC-5)          | 1           | Redstone, Jupiter                            | inaktiv   |                                                                                       |
| Launch Complex 6 (LC-6)          | 1           | Redstone, Jupiter                            | inaktiv   |                                                                                       |
| Launch Complex 9 (LC-9)          | 1           | Navaho                                       | inaktiv   |                                                                                       |
| Launch Complex 10 (LC-10)        | 1           | Navaho, Alpha Draco, Jason                   | inaktiv   |                                                                                       |
| Launch Complex 11 (LC-11)        | 1           | Atlas                                        | teilaktiv | Nutzung durch Blue Origin als Erweiterung des SLC-36                                  |
| Launch Complex 12 (LC-12)        | 1           | Atlas                                        | inaktiv   |                                                                                       |
| Launch Complex 13 (LC-13)        | 1           | Atlas                                        | teilaktiv | National Historic Landmark; Nutzung als Landeplatz für die Falcon 9 und Falcon Heavy< |
| Launch Complex 14 (LC-14)        | 1           | Atlas; geplant: Nova                         | inaktiv   |                                                                                       |
| Launch Complex 15 (LC-15)        | 1           | Titan                                        | inaktiv   |                                                                                       |
| Space Launch Complex 16 (SLC-16) | 1           | Titan, Pershing, Terran 1; geplant: Terran R | im Umbau  |                                                                                       |
| Space Launch Complex 17 (SLC-17) | 2           | Thor, Delta                                  | inaktiv   |                                                                                       |
| Launch Complex 18 (LC-18)        | 2           | Viking, Scout, Thor, Vanguard                | inaktiv   |                                                                                       |
| Launch Complex 19 (LC-19)        | 1           | Titan                                        | inaktiv   |                                                                                       |
| Space Launch Complex 20 (SLC-20) | 2           | Titan, Aries, Super Loki                     | inaktiv   |                                                                                       |
| Launch Complex 21 (LC-21)        | 2           | Goose, Mace                                  | inaktiv   |                                                                                       |
| Launch Complex 22 (LC-22)        | 2           | Goose, Mace                                  | inaktiv   |                                                                                       |
| Launch Complex 25 (LC-25)        | 4           | Polaris, Poseidon, Trident                   | inaktiv   |                                                                                       |
| Space Launch Complex 26 (SLC-26) | 2           | Jupiter, Redstone                            | inaktiv   | National Historic Landmark                                                            |
| Launch Complex 29 (LC-29)        | 2           | Polaris                                      | inaktiv   |                                                                                       |
| Launch Complex 30 (LC-30)        | 5           | Pershing 1                                   | inaktiv   |                                                                                       |
| Launch Complex 31 (LC-31)        | 2           | Minuteman, Pershing 1                        | inaktiv   |                                                                                       |
| Launch Complex 32 (LC-32)        | 2           | Minuteman                                    | inaktiv   |                                                                                       |
| Space Launch Complex 34 (SLC-34) | 1           | Saturn                                       | inaktiv   | National Historic Landmark                                                            |
| Space Launch Complex 36 (SLC-36) | 2           | Atlas, New Glenn                             | aktiv     |                                                                                       |
| Space Launch Complex 37 (SLC-37) | 2           | Saturn, Delta IV; geplant: Starship          | im Umbau  |                                                                                       |
| Space Launch Complex 40 (SLC-40) | 1           | Titan, Falcon 9                              | aktiv     |                                                                                       |
| Space Launch Complex 41 (SLC-41) | 1           | Titan, Atlas, Vulcan                         | aktiv     |                                                                                       |
| Launch Complex 43 (LC-43)        | 1           | Arcas, Hopi, Loki, Rocketsonde, Viper        | inaktiv   |                                                                                       |
| Space Launch Complex 46 (SLC-46) | 1           | Trident, Athena, Minotaur, Rocket 3          | aktiv     |                                                                                       |
| Launch Complex 47 (LC-47)        | 1           | Rocketsonde, Super Loki, Shadow 1            | aktiv     | nur Höhenforschungsraketen                                                            |